# Équipe de France de rugby à XV au Tournoi des Cinq Nations 1967
L'équipe de France remporte le Tournoi des Cinq Nations 1967, en étant près de réaliser le Grand chelem car elle a gagné trois matches et perdu d’un point celui contre l'équipe d'Écosse, à Colombes (défaite 8 à 9 malgré deux essais marqués à rien, mais un essai ne valait que trois points à l'époque). Ce n’était que partie remise car elle réussit son premier Grand chelem l’année suivante en 1968. 
Christian Darrouy était le capitaine de l'équipe. Guy Camberabero fut le meilleur réalisateur français, bien qu'il n'ait pas joué le match perdu contre l'Écosse.
Vingt-trois joueurs ont contribué à ce succès.

## Les joueurs

### Première Ligne
- Jean-Claude Berejnoï
- Arnaldo Gruarin
- Jean-Michel Cabanier

### Deuxième Ligne
- André Herrero
- Benoit Dauga
- Jacques Fort
- Élie Cester

### Troisième Ligne
- Walter Spanghero
- Christian Carrère
- Jean Salut
- Michel Sitjar

### Demi de mêlée
- Jean-Claude Lasserre
- Lilian Camberabero

### Demi d’ouverture
- Jean Gachassin (1er match)
- Guy Camberabero (3 matchs suivants)

### Trois-quarts centre
- Jo Maso
- Claude Dourthe
- Jean-Pierre Lux

### Trois-quarts aile
- Bernard Duprat
- Christian Darrouy (capitaine)
- Michel Arnaudet

### Arrière
- Claude Lacaze
- Pierre Villepreux

## Résultats des matches
- Le 14 janvier, défaite 8 à 9 contre l'équipe d'Écosse à Paris
- Le 25 février, victoire 16 à 12 contre l'équipe d'Angleterre à Twickenham
- Le 1er avril, victoire 20 à 14 contre l'équipe du pays de Galles à Paris
- Le 15 avril, victoire 11 à 6 contre l'équipe d'Irlande à Dublin.

## Points marqués par les Français

### Match contre l'Écosse
- Bernard Duprat (3 points) : 1 essai
- Christian Carrère (3 points) : 1 essai
- Jean Gachassin (2 points) : 1 transformation

### Match contre l'Angleterre
- Guy Camberabero (10 points) : 2 transformations, 1 pénalité, 1 drop
- Claude Dourthe (3 points) : 1 essai
- Bernard Duprat (3 points) : 1 essai

### Match contre le pays de Galles
- Guy Camberabero (14 points) : 1 essai, 1 transformation, 1 pénalité, 2 drops
- Claude Dourthe (3 points) : 1 essai
- Benoit Dauga (3 points) : 1 essai

### Match contre l'Irlande
- Guy Camberabero (8 points) : 1 transformation, 2 drops
- Jean-Michel Cabanier (3 points) : 1 essai